# Kup (Veszprém)
Kup es un pueblo ubicado en el distrito de Pápa, en el condado de Veszprém, Hungría.

## Superficie
Posee una superficie de 24,78 kilómetros cuadrados.

## Demografía
Hasta 2019 la población era de 425 habitantes, con una densidad de población de 17,15 habitantes por kilómetro cuadrado.